# Girolamo De Angelis
Girolamo De Angelis, anche Degli Angeli o D'Angelo (Enna, 1567 – Edo, 4 dicembre 1623), è stato un missionario e gesuita italiano, condannato al rogo dallo shōgun di Edo per la sua predicazione. Fu beatificato da papa Pio IX nel 1867.

## Biografia
Nato a Enna (allora Castrogiovanni) nel 1567 in una famiglia borghese e religiosa. All'età di 17 anni si trasferì a Palermo assieme al fratello Pietro per studiare diritto. In questa città in seguito a un contatto con i padri Gesuiti nacque in lui il desiderio di entrare nella Compagnia di Gesù. Fu ammesso al noviziato a Messina il 16 gennaio 1586 assieme al fratello Pietro. Continuò poi gli studi nei collegi di Bivona e di Palermo. Intanto maturava in lui il desiderio di partecipare alle missioni dei gesuiti in Giappone.
Ancor prima di essere ordinato sacerdote partì nel 1596 per Lisbona con il fratello Pietro per realizzare questa sua aspirazione. Qui cominciò a studiare la lingua portoghese e il 10 aprile 1596 si imbarcò, assieme al beato Carlo Spinola, su una nave diretta a Goa in India per poi raggiungere il Giappone. In prossimità dell'Angola una furiosa tempesta danneggiò gravemente la nave che fu costretta a riparare in Brasile. Dovette trascorrere un anno e mezzo prima che questa fosse riallestita alla meglio e in grado di riaffrontare la navigazione. Ripartita dal Brasile la nave, a causa del suo cattivo stato, dovette far rotta verso Lisbona. Ma in balia di una nuova tempesta fu costretta a riparare a Porto Rico.
Dopo qualche mese i due ripartirono verso Lisbona. Nella traversata la nave fu catturata dalla marina inglese ed equipaggio e passeggeri furono presi prigionieri e portati a Londra. Qui i due missionari essendo italiani furono lasciati liberi e nel gennaio del 1598 raggiunsero finalmente Lisbona.
Nel corso del 1598 il De Angelis fu ordinato sacerdote e nel marzo del 1599 salpò per l'Oriente. La navigazione fu tormentata e avventurosa. Nell'aprile del 1600 giunse a Macao dove rimase circa un anno approfondendo lo studio della lingua. Nel luglio del 1602 si spostò a Nagasaki in Giappone. Fu destinato dai suoi superiori come capo della missione di Fushimi, nel regno di Kami. Qui padre De Angelis rimase per otto anni producendo un'intensa e proficua opera di apostolato e proselitismo. A causa di ciò i suoi superiori lo scelsero per fondare una missione a Sumpu (Shizuoka), città molto importante del Giappone.
Il 27 gennaio 1614 lo Shōgun decretò l'espulsione dei missionari. Il De Angelis si rifugiò a Nagasaki, lasciando l'abito talare e vestendosi alla giapponese. Nel 1615 fu inviato dai suoi superiori nel nord del Giappone nella regione di Tsugaru (Aomori-Ken) per fondarvi una missione. Padre De Angelis riuscì ad attraversare il paese in violazione del decreto di espulsione e a rimanere nel nord del Giappone fino al 1621. Fu il primo a portare il vangelo nelle province di Findadono, Conghecasu, Monganu, Nambri e Sungam. Nel corso dei suoi viaggi nel 1618 ebbe modo di visitare l'isola di Hokkaidō nel regno di Yezo. Egli fu il primo occidentale a mettere piede su quel territorio scoprendo che si trattava di un'isola e non di una parte del continente asiatico come si riteneva in Europa. Egli redasse una dettagliata mappa del paese e un'importante relazione, pubblicata nel 1624 col titolo Relazione sul regno di Yezo, che costituisce uno dei primi documenti geografici ed etnologici sull'isola di Hokkaidō apparso in Occidente.
L'attività missionaria del De Angelis era stata tollerata dal signore della regione Masamune Date che sperava di trarne vantaggi economici. Ma il 4 settembre 1620 l'atteggiamento di Masamune Date nei confronti dei cristiani cambiò e fu emanato un decreto per la confisca dei beni di questi e per l'espulsione dei missionari che non volessero rinunziare alla loro fede. Girolamo de Angelis fu costretto a riparare nella capitale del Giappone, Edo (l'odierna Tokyo), dove continuò a svolgere clandestinamente l'attività missionaria. Ma con l'insediamento del nuovo Shōgun, Tokugawa Iemitsu, la persecuzione nei confronti dei cristiani divenne sempre più crudele e sanguinosa. Un traditore denunziò l'uomo che lo ospitava e questi fu arrestato. Allora per farlo liberare il De Angelis si costituì assieme al catechista Simone Jempo.
Il 4 dicembre 1623, dopo avere assistito all'esecuzione di quarantasette condanne a morte, anche Girolamo De Angelis fu arso sul rogo insieme al suo compagno Simone Jempo.

## Culto
Papa Pio IX lo ha proclamato beato il 7 luglio 1867 assieme ad altri duecentoquattro martiri del Giappone dal 1617 al 1652.
Dal Martirologio Romano:

### La festa del Beato Girolamo ad Enna
Il beato Girolamo è compatrono della città di Enna. La penultima domenica di novembre, dalla chiesa di San Marco, convento delle monache di clausura, comincia la solenne processione con la reliquia del beato Girolamo, che viene trasferita nella chiesa di San Bartolomeo, a Fundrisi, dove viene venerato il beato. Seguono varie messe e celebrazioni eucaristiche sino alla sera del 5 dicembre, quando comincia la solenne Santa Messa presieduta dal Vescovo di Piazza Armerina. Nel mezzo della funzione il sindaco della città di Enna legge l'atto d'affidamento e di dichiarazione di compatrono della città al beato Girolamo De Angelis. Al suono festoso delle campane e allo sparo di moschetteria dinnanzi alla chiesa, comincia la solenne processione con il simulacro e con la reliquia del beato Girolamo - portati a spalla dai confrati della Venerabile Confraternita dello Spirito Santo - che si snoda dalla via Mercato sino in via Roma, dove il fercolo raggiunge la chiesa conventuale di San Marco per la deposizione dell'urna reliquiaria. Giunti a San Marco, il fercolo viene portato all'interno della chiesa e la reliquia viene smontata dal fercolo e riposta nell'altare ad essa dedicata in una parte appartenente al convento. Poi la processione riprende per avviarsi al termine, e al belvedere della città di Enna vengono ancora una volta sparati dei fuochi pirotecnici. Infine la processione rientra in parrocchia e vengono distribuiti biscotti votivi ai confrati che hanno partecipato alla processione.